# Dejan Bodiroga
Dejan Bodiroga (Klek, 2 de Março de 1973) é um basquetebolista profissional sérvio aposentado que foi MVP do Campeonato Mundial de 2002. 